# Fredi Bobic
Fredi Bobic (Maribor, 30 oktober 1971) is een Duits voormalig voetballer die als aanvaller speelde.

## Clubcarrière
Bobic werd in Joegoslavië geboren en heeft een Sloveens moeder en Kroatische vader. Toen hij een paar maanden oud was emigreerden zijn ouders naar West-Duitsland. Als aanvaller brak hij door bij TSF Ditzingen en Stuttgarter Kickers en was het meest succesvol bij VfB Stuttgart. Bobic speelde verder voor Borussia Dortmund, Bolton Wanderers (op huurbasis), Hannover 96 en Hertha BSC voor hij in 2006 zijn loopbaan in Kroatië besloot bij NK Rijeka.
Met VfB Stuttgart won hij in 1997 de DFB-Pokal en met Rijeka in 2006 de Kroatische beker. In 1996 was hij topscorer van de Bundesliga. Na een jaar als commercieel directeur in Bulgarije bij PSFC Tsjernomorets Boergas gewerkt te hebben, is hij sinds 2010 sportief directeur bij VfB Stuttgart.

## Interlandcarrière
Bobic speelde 37 wedstrijden voor het Duits voetbalelftal waarin hij tien doelpunten maakte. Met Duitsland won hij het Europees kampioenschap voetbal 1996 en ook in 2004 behoorde hij tot de selectie.

## Externe links

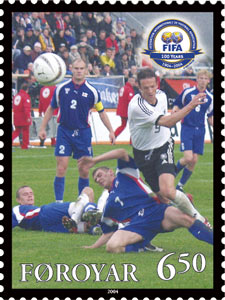
Bobic op een postzegel uit de Faeröer.